# 블라드 체페슈 동맹
블라드 체페슈 동맹(루마니아어: Liga Vlad Țepeș; LVȚ)는 루마니아에 있었단 정당이다.
그리고레 필리페스쿠가 창당해서 총재를 맡았다. 필리페스쿠가 발행한 신문 『에포카』를 중심으로 발생한 “우익보수 운동”이 이 당의 모태가 되었다. 이 당은 카롤 2세의 루마니아 국왕 즉위를 지지하여 루마니아 섭정정권을 반대했고, 또한 민주주의 그 자체에 의문을 제기했다. 이러한 반민주주의 기조 때문에 LVȚ는 자생적 파시즘이 아니냐는 의심을 받았다. 1930년 카롤 2세가 즉위하면서 LVȚ의 주요 목표가 달성되자 이들은 영국의 토리주의와 같은 전통보수 입장으로 귀결했고, 제1차 세계대전 이전의 보수당을 계승한다면서 당명도 보수당(루마니아어: Partidul Conservator; PC)으로 바꾸었다.
보수당은 언제나 소수파였기에 민주국민당, 인민당, 국민농민당 등 다수정당의 지지를 빌어 활동을 전개했다. 전간기 내내 이들은 반공주의를 고수했으나, 전술적 이유로 소련과 루마니아 사이의 화해를 주장하기도 했다. 필리페스쿠는 루마니아의 주적은 독일이라고 생각하고 반파시즘을 천명하게 되었고, 동의하지 못한 당내 급진파는 이탈해서 철위대에 합류했다.
보수당은 1937년 지방선거에서 국민농민당 중심의 반파시즘 전선에 참여하여 소기의 성과를 거두었다. 그러나 1938년 카롤 2세가 친위쿠데타를 일으켜 자신의 사당인 국민부흥전선을 제외한 모든 정당을 금지시키자 보수당도 활동이 금지되었고, 그해 8월 총재 필리페스쿠가 사망하면서 완전히 와해되었다.